# Bascule (organisatie)
De Bascule was een organisatie in de regio Amsterdam, die zich bezighield met kinder- en jeugdpsychiatrie. Vrijwel alle zorg op dit gebied in Amsterdam werd door deze organisatie aangeboden. 
De Bascule werkte samen met beide Amsterdamse universiteiten, het Academisch Medisch Centrum en de Vrije Universiteit Amsterdam. Ouders konden hun kinderen niet zelf aanmelden. Dit diende te verlopen via de huisarts, Bureau Jeugdzorg of andere jeugdhulpverleningsinstanties.
In 2020 is De Bascule gefuseerd met 'Spirit Jeugd en Opvoedhulp' waarbij de naam veranderde in 'Levvel'.
1. ↑  Welkom op Levvel.nl. Levvel. Gearchiveerd op 8 oktober 2022. Geraadpleegd op 7 oktober 2022.